# Гідроксид талію
Гідрокси́д та́лію — неорганічна сполука TlOH, яка має атом талію і гідроксидну групу. За звичайних умов є жовтим порошком, добре розчинним у воді і спиртах.

## Фізичні властивості
Абсорбує діоксид вуглецю і воду з повітря. Водний розчин має сильнолужну реакцію, діє на скло і порцеляну. Молярна електропровідність при нескінченному розведенні при 25 °C дорівнює 273 См·см²/моль. Кристали моноклинної сингонії, параметри комірки а = 2120 нм, Ь = 0,6240 нм, с = 0,5950 нм, β = 91,65 °, Z = 16.

## Отримання
Сполуку синтезують дією на одновалентні солі талію лугом, розчиненням оксиду талію(I) в воді:
{\displaystyle \mathrm {Tl_{2}SO_{4}+Ba(OH)_{2}\ {\xrightarrow {}}\ 2TlOH+BaSO_{4}\downarrow } }
{\displaystyle \mathrm {TlCl+KOH\ {\xrightarrow {}}\ TlOH+KCl} }
{\displaystyle \mathrm {Tl_{2}O+H_{2}O\ {\xrightarrow {}}\ 2TlOH} }

## Хімічні властивості
Розкладається при нагріванні:
{\displaystyle \mathrm {2TlOH\ {\xrightarrow {>125^{o}C}}\ Tl_{2}O+H_{2}O} }
Може окиснюватися киснем до вищого оксиду:
{\displaystyle \mathrm {2TlOH+O_{2}\ {\xrightarrow {200^{o}C}}\ Tl_{2}O_{3}+H_{2}O} }
Активно поглинає вуглекислий газ і воду з повітря утворюючи відповідно карбонат талію (інколи гідрокарбонат талію). З водою — кристалогідрати.
Веде себе як луг, поведінка подібна до гідроксиду літію.